# Шнюков Євген Федорович
Шнюков Євген Федорович (26 березня 1930 року в м. Архангельськ — 1 жовтня 2022) — український вчений-геолог, академік НАН України (1982), заслужений діяч науки і техніки України (1991), двічі лауреат Державної премії України в галузі науки і техніки (1989, 2000), дійсний член Міжнародної академії наук (МАН) Євразії.

## Біографія
Народився 26 березня 1930 року в м. Архангельську в родині службовців. Школу закінчив із золотою медаллю в м. Одесі. У 1953 з відзнакою закінчив Київський університет ім. Т. Г. Шевченка, здобувши освіту за фахом «геолог-геохімік».
У 1953—1956 навчався в аспірантурі Інституту геологічних наук АН УРСР. У 1958 успішно захистив кандидатську дисертацію. Її основою стали дослідження мінералогії Криворізького залізорудного басейну та мінералів заліза Українського щита.
Результати подальших досліджень у галузі геології, мінералогії та геохімії залізних руд Азово-Чорноморської провінції згодом були узагальнені у докторській дисертації Євгена Федоровича, захищеній у 1965 році.
У 1957—1959 працював молодшим науковим співробітником Інституту мінеральних ресурсів АН УРСР у м. Сімферополі під керівництвом професора Ю. Ю. Юрка.
Подальша його доля тісно пов'язана з роботою в різних наукових установах Академії наук України. Він займав посади заступника директора Інституту геологічних наук АН УРСР (1968—1969), Інституту геохімії і фізики мінералів АН УРСР (1969—1973), директора Інституту геологічних наук АН УРСР і завідувача відділу осадового рудоутворення цього інституту (1977—1992), директора Національного науково-природничого музею НАН України (1978—2008). В 1992 очолив Державну наукову установу «Відділення морської геології та осадового рудоутворення НАН України».

## Наукові досягнення
Євген Федорович одним із перших в Україні почав проводити геологічні дослідження як внутрішніх морів, так і Світового океану. Під його керівництвом було збудовано перше спеціалізоване бурове судно «Геохімік», яке дало змогу здійснювати буріння з відбором керну до 100 м при глибині моря до 30 м, що допомогло дослідити геологічну будову Азовського моря і північно-західної частини Чорного моря. Також він став організатором і керівником двох спеціалізованих геолого-геофізичних експедицій науково-дослідного судна (НДС) «Академік Вернадський» в Індійський та Атлантичний океани, комплексної міжнародної чорноморської експедиції на НДС «Михаил Ломоносов», численних експедицій у Чорне море на НДС «Іхтіандр», «Київ», «Профессор Водяницкий» тощо.
Як визнаний фахівець у галузі морської геології Євген Федорович брав участь в роботі Комітету ООН з мирного використання дна морів і океанів (Женева, 1971; Нью-Йорк, 1972; Париж, 1985, 1987). Він неодноразово очолював чи входив до складу оргкомітетів багатьох конгресів, нарад і симпозіумів українського та міжнародного рівнів, керував школою-семінаром з морської геології для спеціалістів з країн Західної Африки по лінії ЮНЕСКО (Гвінея, 1987).
Євген Федорович Шнюков є засновником наукової школи з морської геології та осадового рудоутворення — його учнями є 32 кандидати наук. Він є автором понад 550 наукових і науково-популярних праць, має 1 патент, є головним редактором журналу «Геология и полезные ископаемые Мирового океана».

## Нагороди
- Орден князя Ярослава Мудрого V ступеня (21 серпня 2015) — за значний особистий внесок у державне будівництво, консолідацію українського суспільства, соціально-економічний, науково-технічний, культурно-освітній розвиток України, активну громадську діяльність, вагомі трудові здобутки та високий професіоналізм[2]
- Орден «За заслуги» ІІІ ступеня (11 лютого 2000) — за значний особистий внесок у розвиток вітчизняної науки, зміцнення науково-технічного потенціалу України[3]
- Заслужений діяч науки і техніки Української РСР (1 березня 1991) — за заслуги в розвитку науки і техніки, особистий вклад у підготовку наукових кадрів[4]
- Державна премія України в галузі науки і техніки:

- в 1989 році — за серію «Геологія шельфу УРСР» у 8 томах, опубліковану в 1981—1987 роках
- в 2000 році — за цикл робіт «Регіональна океанологія: стан середовища та мінерально-сировинні ресурси Атлантичного, Індійського, Південного океанів та їх морів»

- Орден «Знак Пошани»
- Премія імені В. І. Вернадського
- Золота медаль Леонардо да Вінчі МАН Євразії